# Prison of Desire
Prison of Desire è il primo album pubblicato dalla band olandese Symphonic metal After Forever, nel 2000.

## Tracce
1. Mea Culpa (The Embrace That Smothers - Prologue) – 2:00
2. Leaden Legacy (The Embrace That Smothers - Part I) – 5:07
3. Semblance Of Confusion – 4:09
4. Black Tomb – 6:29
5. Follow in the Cry (The Embrace That Smothers - Part II) – 4:08
6. Silence From Afar – 5:51
7. Inimical Chimera – 4:57
8. Tortuous Threnody – 6:13
9. Yield to Temptation (The Embrace That Smothers - Part III) – 5:54
10. Ephemeral – 3:05
11. Beyond Me – 6:11

Bonus Tracks:
1. "Wings of Illusion"  – 7:26 (solo nella versione giapponese)

## Formazione
- Floor Jansen - voce
- Mark Jansen - chitarra
- Sander Gommans - chitarra
- Luuk van Gerven - basso
- Jack Driessen - tastiere
- Joep Beckers - batteria